# Guðbjörg Bjarnadóttir
Guðbjörg Jóna Bjarnadóttir (24 dicembre 2001) è una velocista islandese.

## Palmarès
| Anno | Manifestazione                   | Sede             | Evento      | Risultato | Prestazione | Note                                   |
| ---- | -------------------------------- | ---------------- | ----------- | --------- | ----------- | -------------------------------------- |
| 2017 | Giochi dei piccoli stati europei | Serravalle       | 200 m piani | Argento   | 24"13       |                                        |
| 2017 | Giochi dei piccoli stati europei | Serravalle       | 400 m piani | Argento   | 55"72       |                                        |
| 2017 | Giochi dei piccoli stati europei | Serravalle       | 4×100 m     | Oro       | 45"31       | Record nazionale                       |
| 2017 | Giochi dei piccoli stati europei | Serravalle       | 4×400 m     | Oro       | 3'47"64     |                                        |
| 2018 | Europei under 18                 | Győr             | 100 m piani | Oro       | 11"75       | Record dei campionati                  |
| 2018 | Europei under 18                 | Győr             | 200 m piani | Bronzo    | 23"73       | Miglior prestazione nazionale under 18 |
| 2018 | Giochi olimpici giovanili        | Buenos Aires     | 200 m piani | Oro       | 47"02       | [ 1 ]                                  |
| 2019 | Giochi dei piccoli stati europei | Antivari         | 100 m piani | Oro       | 11"79       |                                        |
| 2019 | Giochi dei piccoli stati europei | Antivari         | 200 m piani | Oro       | 24"26       |                                        |
| 2019 | Giochi dei piccoli stati europei | Antivari         | 4×100 m     | Argento   | 45.96       |                                        |
| 2019 | Europei under 20                 | Borås            | 200 m piani | 4ª        | 23"64       |                                        |
| 2021 | Europei U23                      | Tallinn          | 200 m piani | Batteria  | 24"40       |                                        |
| 2022 | Mondiali indoor                  | Belgrado         | 60 m piani  | Batteria  | 7"47        |                                        |
| 2023 | Europei indoor                   | Istanbul         | 60 m piani  | Batteria  | 7"56        |                                        |
| 2023 | Europei U23                      | Espoo            | 100 m piani | Batteria  | 11"92       |                                        |
| 2023 | Europei U23                      | Espoo            | 200 m piani | Batteria  | 24"19       |                                        |
| 2025 | Giochi dei piccoli stati europei | Andorra La Vella | 400 m piani | Bronzo    | 54"99       |                                        |
| 2025 | Giochi dei piccoli stati europei | Andorra La Vella | 4x400 m     | Bronzo    | 3'40"75     |                                        |